# Група I
Група I била је југословенски и српски бенд новог таласа из Београда. Бенд је основан 1979. године, а постојао је до 1982. године.

## Историјат
Бенд је основан у јануару 1979. године од стране гитаристе Дејана Костића и Предрага Мијовића, бубњара Бранка Манго Куштрина, басисте Бранка Којића и вокалисте Бранка Богићевића. У овом саставу издат је први сингл са песмама Вера и Мирис улице, а изашао је за ПГП РТБ, 1979. године. Након изласка сингла Богићевић напушта бенд, а басиста Којић преузео је његово место вокалисте.
Деби албум На свом таласу издат је 1980. године за ПГП РТБ и представља комбинацију хард рока, павер попа, ска и реге музике. Албум је сниман током лета 1980. године у Студију 5 ПГП РТБ-а, а на њему су се нашле песме попут Тинејџ блуз, ГСБ-СОС и Југо рок са цитатом из песме Доктор за рокенрол, бенда Ватрени пољубац. Песму Мирела продуцирао је Слободан Марковић који је такође наступао као аранжер песама за бенд. Након издавања албума гитариста Предраг Мијовић напустио је бенд и одселио се у Боцвану.
Године 1981. бенд је издао сингл Са тобом без тебе, на којем се нашла и песма Бекство. На другом студијском албуму, И звуци за и људе, издатом такође 1981. године, нашле су се песме Нове вредности и Сложена процедура опстанка, које је одрађена у ска жанру. Као гости на албуму појавили су се Вук Вујачић (саксофон) и Душан Којић Која, фронтмен бенда Дисциплина кичме, који је издао даб верзију песме Нове вредности.
ЕП Нове вредности издат је 1982. године, а након тога бенд је престао да постоји.

## Након расформирања
Костић је 1981. године формирао алтернативну рок групу Ду-ду-а са којим је наставио да ради осамдесетих и деведесетих година. Такође је гостовао на албуму Беби Дол, Руже и крв свирајући гитару и бас, а написао је и музику за први југословенски филм који се бави злоупотребом дрога, Пејзажи у магли из 1983. године.
Куштрин је гостова на дебитанском синглу Ја Тарзан ти Џејн, групе Ду-ду-а, објављеном 1982. године. Исте године у фебруару постао је бубњар Екатарине Велике и остао члан бенда до наредне године. Такође је наступао са бендовима Доктор Спира и Људска бића и Електрични оргазам. Године 1985. починио је самоубиство.

## Легат
Српска алтернативна рок група Синестезија објавила обраду песме Групе I, Промене, на албуму Снови о слободи.

## Дискографија

### Студијски албуми
- На свом таласу (1980)
- И звуци за И људе (1981)

### ЕП
- Нове вредности (1982)

### Синглови
- "Сестра Вера" (1979)
- "Са товом, без тебе" (1981)